# Stingray-Nebel
Der Stingray-Nebel, auch Hen 3-1357, ist ein planetarischer Nebel, der von Karl Gordon Henize 1976 katalogisiert wurde.
Er liegt im Sternbild Altar und befindet sich in einer Entfernung von etwa 18.000 Lichtjahren. Es handelt sich um den jüngsten aller bisher beobachteten planetarischen Nebel. Benannt ist das Objekt nach dem Stechrochen (englisch Stingray), denn die beobachtbare Form des Nebels ähnelt einem solchen Rochen.

## Struktur
Inmitten des Nebels liegt ein Doppelsternsystem. Der Nebel entstammt einem ehemaligen Roten Riesen, der sich inzwischen zum Weißen Zwerg gewandelt hat (Bezeichnung SAO 244567 alias CD-59 6479). Der verbliebene Weiße Zwerg hat eine geschätzte Masse von 0,6 Sonnenmassen. Er wird begleitet von einem zweiten Stern. Aufgrund ihrer gravitativen Wechselwirkung sind beide Sterne durch eine feine Spur aus Gas verbunden. Der Nebel ist sehr jung und entsprechend noch sehr klein. Er besitzt nur etwa ein Zehntel der Ausdehnung anderer bekannter planetarischer Nebel.

## Dynamik
Sonnenähnliche Sterne entwickeln sich am Ende ihres Lebensprozesses zu Roten Riesen. Dabei stoßen sie ihre äußersten Schichten ins Weltall ab, die später den Nebel bilden. Währenddessen wird ein solcher Stern zunehmend heißer. Dabei bringt er durch seine verstärkende Strahlung das abgestoßene Gas zum Leuchten. Als man ihn in den späten 1960er Jahren das erste Mal beobachtete, war der Zentralstern noch nicht heiß genug, dass er sein Gas zum Leuchten hätte bringen können. Erst seit Mitte der 1980er Jahre schafft er diesen Erhitzungsprozess.

## Bedeutung
Der Stingray-Nebel entstand erst nach der Entdeckung des ursprünglichen Roten Riesen, was bisher einmalig ist. Dadurch konnte man neue Erkenntnisse gewinnen. Forscher hatten in ihren Modellen die kurze Übergangszeit von nur 20 Jahren nicht erwartet, in der sich der Rote Riese zum planetarischen Nebel entwickelte. Man ging hier von mehr als 100 Jahren Entwicklungszeit aus.

## Entdeckungsgeschichte
In einem 1976 publizierten Katalog klassifizierte Karl Gordon Henize den Vorgängerstern des Stingray-Nebels aufgrund von Photoplatten aus den Jahren 1949 bis 1951 als Stern mit H-alpha-Emissionslinie. Da im Jahr 1971 aufgenommene Spektren einen AGB-Stern, einen Roten Überriesen des Typs B1 oder B2, und damit die Vorstufe eines planetarischen Nebels zeigen, muss sich die Bildung des planetarischen Nebels nach diesem Zeitpunkt vollzogen haben. Erste Hinweise auf die Bildung eines planetarischen Nebels wurden 1989 durch Auswertung von IRAS-Daten gefunden. 1993 konnten Parthasarathy et al. mit dem International Ultraviolet Explorer bestätigen, dass es sich mittlerweile um einen planetarischen Nebel handelte.